# Бічгорн
Бічгорн (нім. Bietschhorn) — це гора висотою 3 934  м.н.м. на півдні Бернських Альп, розташована в кантоні Вале. Північно-східний та південний схили гори включені до об'єкту Світової спадщини ЮНЕСКО Юнгфрау-Алеч

## Опис

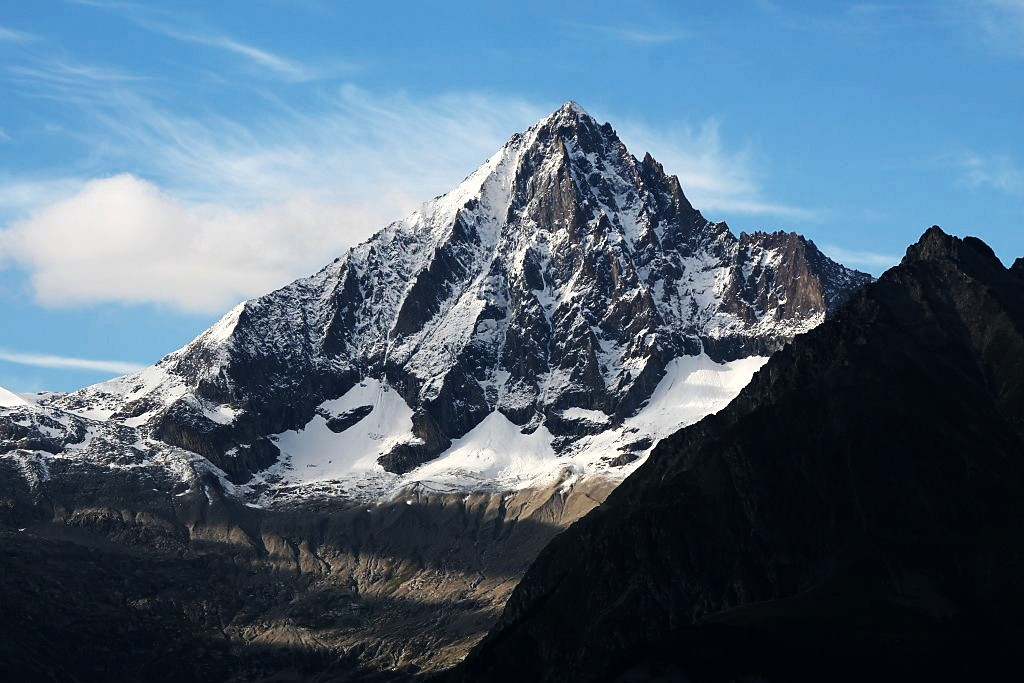
Південна сторона

Бічгорн розташований у південній частині Бернських Альп та є частиною одного гірського хребта разом з горами Алечгорн (найвища гора хребта) та Нестхорн (на схід), на південній стороні долини Леченталь.
З північних схилів гори в долину Леченталь спускається льодовик Нест.
Від південних схилів гори дві долини — Бічталь та Балчідерталь спускаються до долини річки Рона, змінюючи кліматичні зони від альпійської до середземноморської. З урахуванням південного нахилу цих долин та льодовиків на їх початку, льодовик Біч на поточний час дуже сильно розтанув, а льодовик Балчідер розламався на дві частини — Зовнішній Балчідер (бл. 3,2 км в довжину) та Внутрішній Балчідер (бл. 2,5 км в довжину). Тала вода з обох частин льодовика стікає через струмок Балчідербах в Рону.

## Альпінізм

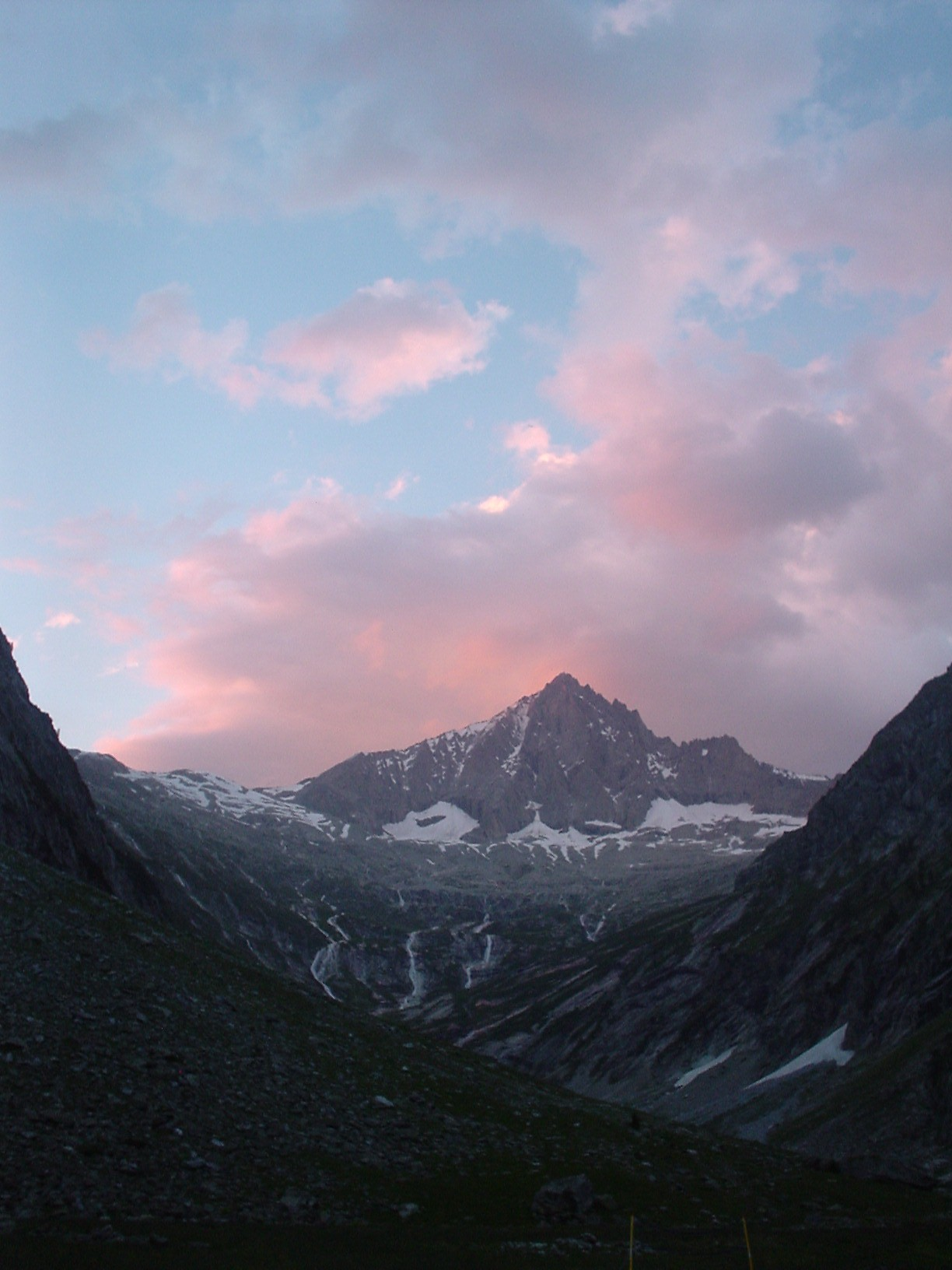
Вид на Бічгорн у сутінках

Вся група Бічгорн-Нестгорн у порівнянні з чотиритисячниками на північ мала значно менше уваги..
Бічгорн був вперше підкорений 13 серпня 1865 року Леслі Стефеном з місцевими гідами Антоном та Йоханном Зігенами і Йозефом Ебенером. Їх маршрут протягав з долини Льоченталь через Бічйох та північний гребінь. Опис цього першого сходження Леслі Стефен навів у своїй книзі The Playground of Europe (1871).
Сьогодні більшість альпіністів починають своє сходження на гору від прихистка Bietschhornhütte, розташованого на захід від льодовика Нест, або від прихистка Baltschiederklause.

## Історичні факти
- В 1233 році Бічгорн, принаймні як перша гора в Швейцарських Альпах, була згадана в договорі купівлі-продажу, точніше, мова йшла про пасовисько «на горі Біч» (нім. am Berg, de Bietch).
- В «Космографії, Описі всіх країн» (1544) гора була вперше позначена на мапах.